# Guerras de Moba
As Guerras de Moba (em francês:  Guerres de Moba), também conhecidas como Moba I e Moba II, foram conflitos ocorridos na região de Moba, no então Zaire. Dois ataques foram perpetrados em 1984 e 1985 pelo Partido Revolucionário Popular (PRP) de Laurent-Désiré Kabila, em 13 de novembro de 1984 e em junho de 1985. Foram seguidos por severa repressão pelas Forças Armadas Zairenses (FAZ), terminando somente após dissensões internas do PRP em 1987.

## Situação
Após o fracasso da Rebelião Simba lumumbista, Laurent-Désiré Kabila partiu em outubro de 1967 para fundar um movimento de resistência (maquis) nas margens do lago Tanganica. Ele criou um estado marxista, denominado Maquis de Fizi — centrado na zona de Baraka-Fizi, conhecida como "zona vermelha". Kabila era o seu presidente e o Partido Revolucionário Popular (PRP) era o partido único. A partir da década de 1970, o território do PRP foi gradativamente reduzido, principalmente com a saída de muitos quadros locais.
As atividades do PRP são por vezes favorecidas pelas boas relações dos rebeldes com certos oficiais das FAZ, que lhes vendem armas ou mesmo fornecem os detalhes das operações que serão realizadas pelos soldados zairenses. Os oficiais das FAZ, enriquecidos pelas operações militares, não buscavam, portanto, eliminar Maquis de Fizi, sua principal fonte de renda. No entanto, após uma tentativa de alargar sua área de influência, os militares do PRP ocuparam o território sob controle dos mobutistas, a  «zone blanche» (“zona branca”). Os ataques visavam perturbar a administração mobutista e aumentar a zona de influência.

## Moba I
O primeiro ataque foi realizado sob a supervisão de Adrien Kanambe em 13 de novembro de 1984. A guarnição local se uniu aos rebeldes.
Em 15 de novembro, foi decidido lançar os paraquedistas do 311.º batalhão da 31.ª brigada de paraquedas zairiana, baseada em Camina. A brigada é comandada por instrutores franceses, que não participam dos combates ainda que gerenciem as operações. Dois Hercules C-130 foram fornecidos para transportá-los, bem como uma aeronave leve Cessna 310 para controlar as operações e duas aeronaves de ataque Aermacchi MB-326. Duas colunas motorizadas de Camina e Lubumbashi viriam ao seu encontro. Comandados pelo Major Ebamba, os paraquedistas retomaram o aeroporto no dia 16, custando um morto e dez feridos. Os combates na cidade continuariam até o dia 17, a maioria dos rebeldes se dispersou. As colunas motorizadas só chegarão no final do mês por causa da estação das chuvas.. Para conduzir as operações de contra-insurgência, o 311.º Batalhão se junta ao 312.º Batalhão - o outro batalhão da brigada, baseado em Quinxassa - e à 13.ª Brigada Naval de Kalemie. Em uma semana de combates, menos de 150 pessoas foram mortas. A operação destaca a baixa qualidade e a corrupção das unidades locais das FAZ, mas o desempenho da 31.ª brigada é considerado muito bom.
O governo mobutista implica a Tanzânia e o Burundi, acusando-os de hospedar campos de rebeldes. A Tanzânia reconhece a existência de um campo de refugiados quinxassa-congolês, mas indica que eles não participaram do ataque. As operações realizadas pelos zairianos nos meses que se seguiram mostraram-se ineficazes. As FAZ distinguem-se sobretudo pela violência da repressão contra a população, acusada de ter apoiado os rebeldes. As FAZ realizam prisões arbitrárias, atos de tortura e execuções sem julgamento. O conhecimento internacional dos acontecimentos ocorre por intermédio de um professor que testemunharia à Anistia Internacional sobre os abusos sofridos desde sua prisão em maio de 1985 até sua fuga, dois meses depois.

## Moba II
No dia 29 de junho, véspera da celebração dos 25 anos da independência do Zaire, o PRP volta a atacar Moba. Os cerca de cinquenta atacantes foram rapidamente repelidos.
Em agosto de 1985, Calixte Majaliwa, Chefe do Estado-Maior Político do PRP, em desacordo com Kabila, mudou de lado e juntou-se às fileiras zairenses; sendo inclusive nomeado gerente de operações das FAZ. A 31.ª brigada de paraquedas zairiana deixou a região e o service d'actions et de renseignements militaires foi rapidamente enviado para apoiar a 13.ª Brigada.
No entanto, Maquis de Fizi continuaria sendo uma fonte de sustento para a revolução do PRP, que financiava sua operações contra Mobutu com a exploração dos recursos naturais da região, porém em 1987 os guerrilheiros somavam cerca algumas centenas de homens encurralados entre as FAZ e o lago Tanganica. O número de vítimas durante a guerra situa-se bem abaixo de 1.000 mortos.